# Ежевская (Вельский район)
Ежевская — деревня в Вельском районе Архангельской области. Входит в состав Муниципального образования «Усть-Вельское».

## География
Деревня расположена в южной части Архангельской области, в таёжной зоне, в пределах северной части Русской равнины, в 4 километрах на северо-запад от города Вельска, на левом берегу реки Вели. Ближайшие населённые пункты: на севере посёлок Зелёный Бор, на востоке деревня Хорошевская.
Часовой пояс
Ежевская, как и вся Архангельская область, находится в часовой зоне МСК (московское время). Смещение применяемого времени относительно UTC составляет +3:00.

## Население
| 2002 | 2010 | 2012 | 2014 |
| ---- | ---- | ---- | ---- |
| 142  | ↗174 | ↘173 | ↗176 |

## Инфраструктура
В 1,5 километрах от деревни проходит федеральная автомобильная дорога М8(Объездной участок вокруг города Вельск).
В 2020 открыт Зеленоборский ФАП.

## История
Указана в «Списке населённых мест по сведениям 1859 года» в составе Вельского уезда(2-го стана) Вологодской губернии под номером «2535» как «Ежевская(Выставка)». Насчитывала 8 дворов, 26 жителей мужского пола и 32 женского.
В материалах оценочно-статистического исследования земель Вельского уезда упомянуто, что в 1900 году в административном отношении деревня входила в состав Кьяндского сельского общества Устьвельской волости. На момент переписи в селении Ежевская(Выставка) находилось 15 хозяйств, в которых проживало 52 жителя мужского пола и 46 женского.

## Достопримечательности
Часовня Сошествия Святого Духа Объект культурного наследия № 2900000315  — Деревянная, обшитая тёсом, часовня 1903-1904 годов постройки. Здание представляет собой неравногранный восьмерик с крыльцом, завершавшийся небольшой главкой. В настоящее время в аварийном состоянии, разрушается.